# 2014年冬季残疾人奥林匹克运动会芬兰代表团
2014年冬季残疾人奥林匹克运动会芬兰代表团是芬兰派出的2014年冬季残疾人奥林匹克运动会代表团。获得1枚银牌。